# László Mihály
Csíkszentimrei László Mihály (Istensegíts, Bukovina, 1849. augusztus 26. – Budapest, 1932. március 28.) bölcseleti doktor, országgyűlési képviselő, földrajzi író, gimnáziumi tanár, a Petőfi Társaság tagja.

## Élete
A gimnáziumot Esztergomban, az egyetemi tanulmányokat (bölcseletet és jogot) a pesti és bécsi egyetemen hallgatta. A jogi vizsgálat letétele mellett bölcselet-doktori oklevelet is nyert. 1876-ban tanár lett a budapesti V. kerületi királyi főgimnáziumnál és a Petőfi Társaság is ez évben megválasztotta tagjai sorába. 1878-ban nyilvános tan- és nevelőintézetet nyitott, melynek tulajdonosa is volt. Az első volt, aki sajtó útján felhívta az ország figyelmét a csángóügyre. A kormány 1875-ben kiküldötte a bukovinai székelyek állapotának tanulmányozására. 1887-ben Oláhfalu városa (Udvarhely megye) országgyűlési képviselőnek választotta meg szabadelvű programmal. 1892-ben Székelyudvarhely mandatumát nyerte; 1896-ban és 1901-ben is ezen kerület választotta meg nemzeti párti programmal; az összeférhetetlenségi és a valutabizottság tagja volt. Hosszabb külföldi tanulmányutat is tett. 1906-ban és 1910 és 1918 között alkotmánypárti programmal Gyulafehérvárnak volt országgyűlési képviselője.

## Írásai
Elbeszélései, versei és cikkei a következő lapokban és folyóiratokban: Magyarország és a Nagyvilág (1869. Az oláh leány, elb. és czikk a bukovinai magyarokról, 1870-1871., 1875. elb., 1883. csángó népdalok), Családi Kör (1869., 1874., 1879. elb.), Fővárosi Lapok (1870. elb., 1871. elb. és tárczák Bécsből és Münchenből, 1872. Lessing és neje, 1872-73. elb. 1876. és 1885. elb.), Képes Világ (1871., 1873. elb.), Hirmondó (1870-74. elb. tárczák), Budapesti Hölgydivatlap (1870-71. elb.), Figyelő (1871. Az osztrák műegylet január havi kiállítása, 1874. A legújabb angol regényirodalom), Vasárnapi Ujság (1871. Egy törpe falu, rajz a bukovinai népéletből, 1872. 1875. A bukovinai magyarok sat.), a Hon (1873. művelődéstörténeti tárczák, 1874. 258. és köv. sz. Keleti testvéreinkről: I. A bukovinai magyarok, II. A moldvai magyarok, 1875. 186. sz. A bukovinai magyarok közt. Józseffalva, 1876.), Kelet Népe, Pesti Napló (1875. 296. sz. A lipovánok között), Otthon (1874. Thales csillaga), Reform, Nemzet, Földrajzi Közlemények (V. 1877. A bukovinai és moldvai csángók), Ország-Világ (1880. Mit olvassunk?), Petőfi Társaság Lapja, Koszorú (1879. elb.), Üstökös, Magyar Salon (1885. elb.), Szabadelvű Naptár (1884. elb.), Pesti Hirlap (1887. 36. sz. Trefort mint író); az Athenaeum és Légrády-féle Naptárakban több beszély; a Magyar Államnak is belmunkatársa volt.

## Munkái
- Keleti testvéreink. Bpest, 1882. (e könyv hatása alatt született meg a csángó-magyar egyesület és haza telepítettek 5000 bukovinai székelyt.)
- A pokol torkában. Elbeszélés. Uo. 1885. (Jó Könyvek 37.)

## Álneve és betűjegyei
Sincerus, o+y e-pr., L. M.